# Monumento a Bismarck en Hamburgo

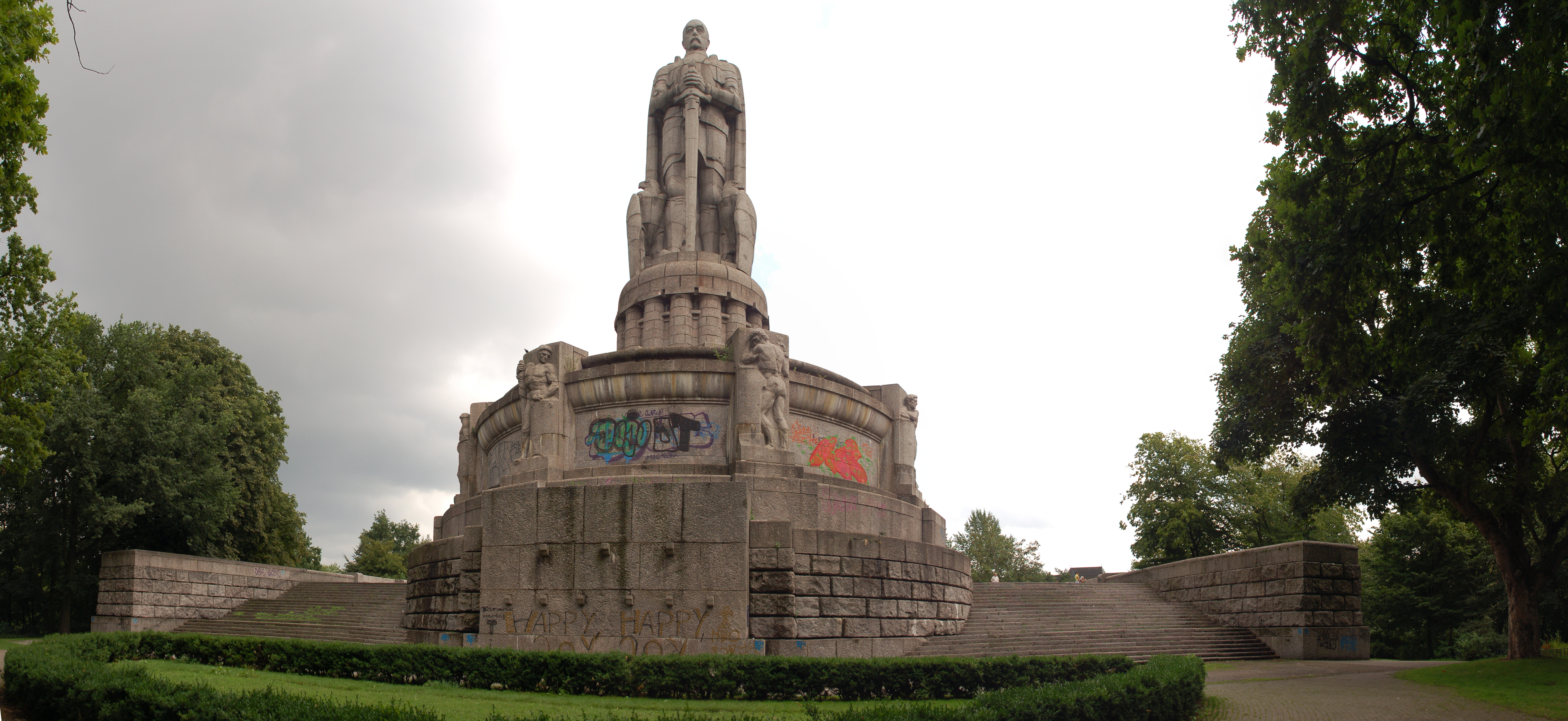
Monumento a Bismarck en Hamburgo.

El Bismarck-Denkmal (Monumento a Bismarck) es un monumento en la ciudad de Hamburgo, en el centro del distrito de St. Pauli, dedicado a Otto von Bismarck, Primer ministro del reino de Prusia y el primer canciller del Imperio alemán. Es el más grande y probablemente el mejor conocido monumento a Bismarck del mundo. La estatua está cerca del puerto de Hamburgo en el Elbhöhe - un viejo lugar de culto, hoy, un área de recreo local.

## Elbpavillon
J. Heckscher, en esta disertación, "Das Panorama einer Reise von Hamburg nach Altona und zurück", estableció que:
- "Der Elbpavillon hat den verschiedensten Zwecken gedient. Zeitweilig war er ein sehr vornehmes Lokal, dann stieg er von seiner Höhe etwas herab. Auch die Güte der Bewirtung hat vielfach gewechselt. Stark besucht waren die Konzerte, die der Musikdirektor Behrens dort veranstaltete, dann wurde er ein gewöhnlicher Tingel-Tangel und ein Varieté-Theater, das wohl am meisten Ertrag geliefert hat. Zu erwähnen sind noch die zahlreichem politischen Versammlungen, die Ende der vierziger und in den fünfziger Jahren hier abgehalten wurden und auch eines Theaters aus dem Jahre 1836 ist zu gedenken."

El "pabellón del Elba" fue retirado en 1901 y una comisión ciudadana bajo el alcalde de entonces, Johann Georg Mönckeberg, aceptó construir este monumento a Bismarck por la suma de 500.000 marcos de oro.

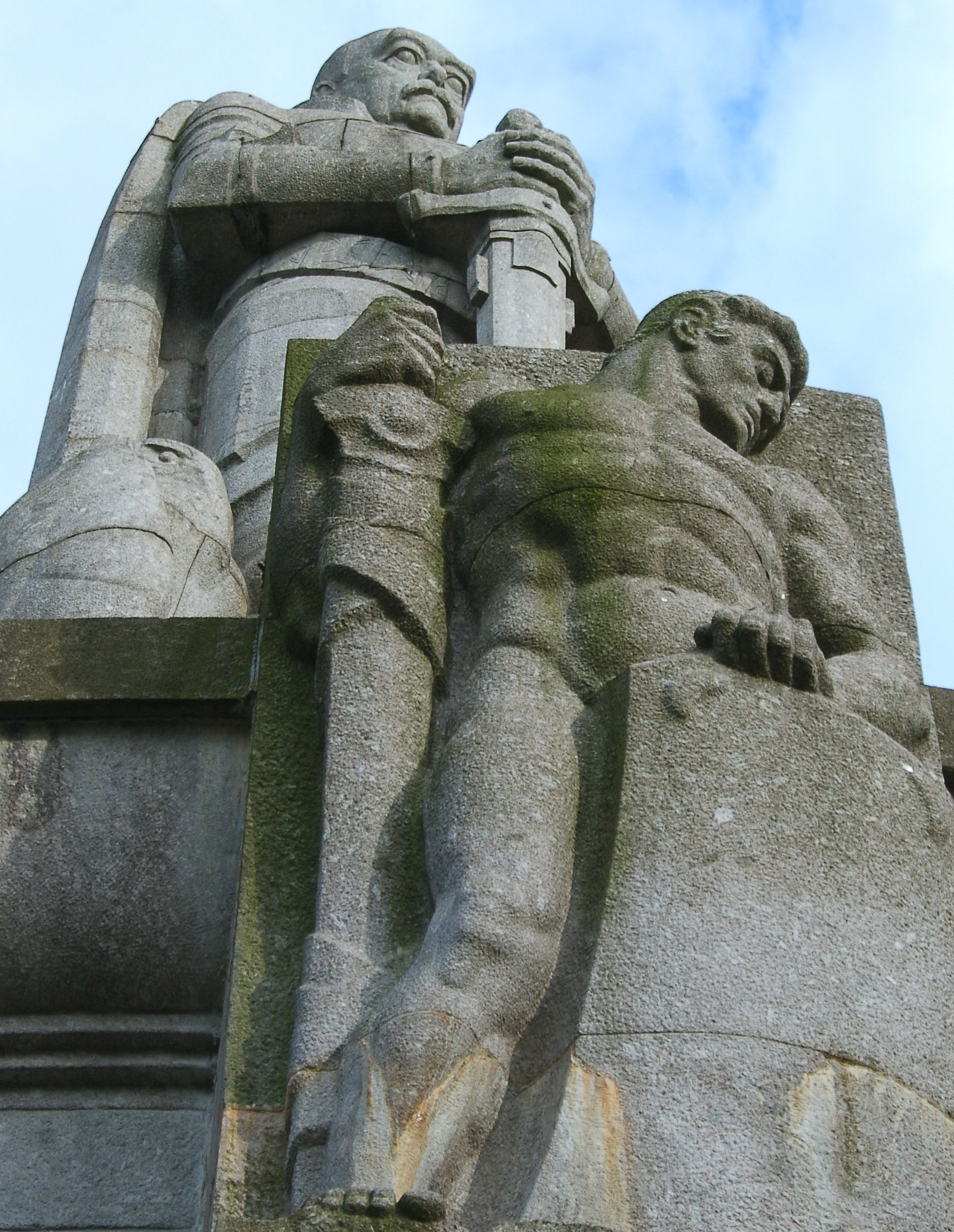
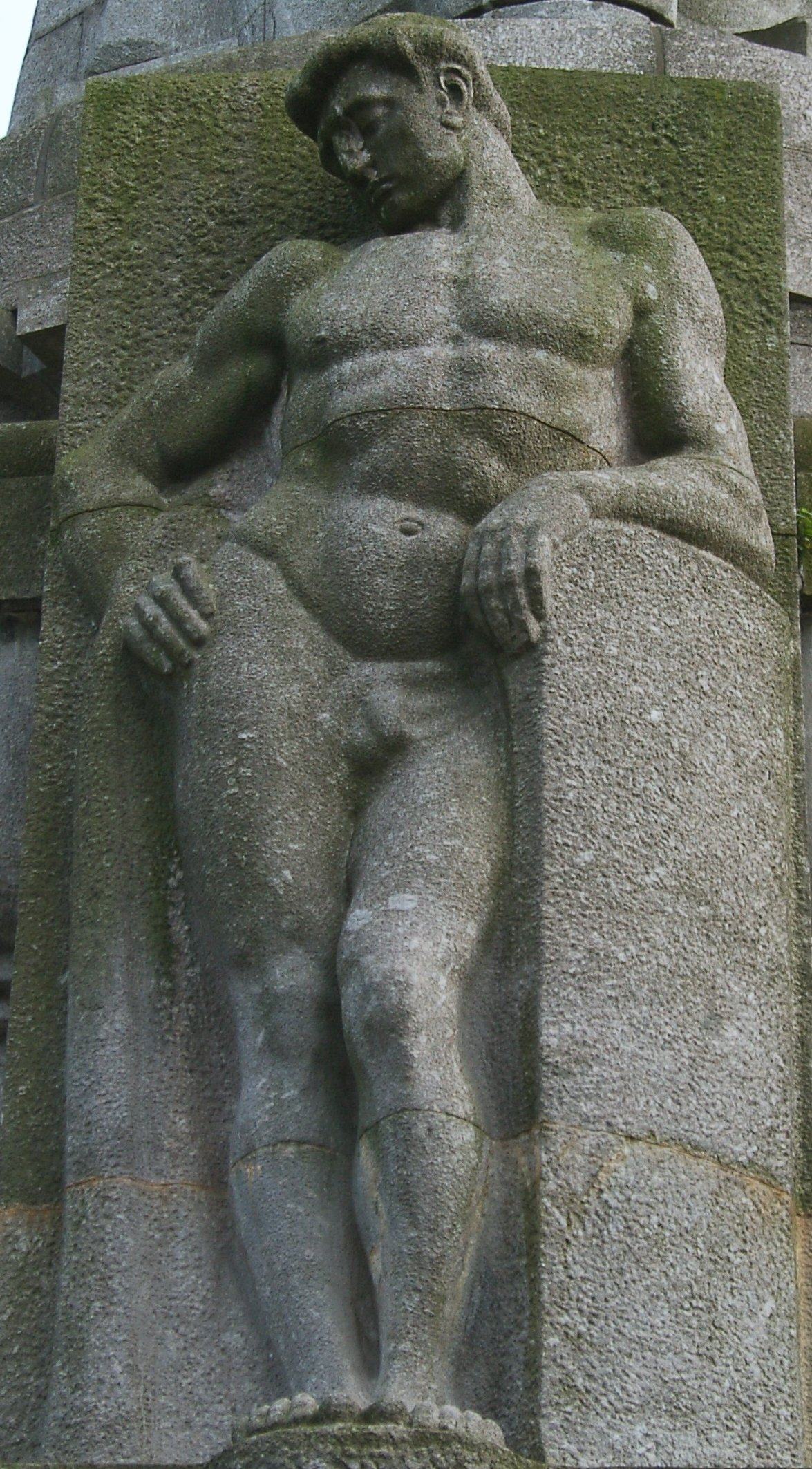
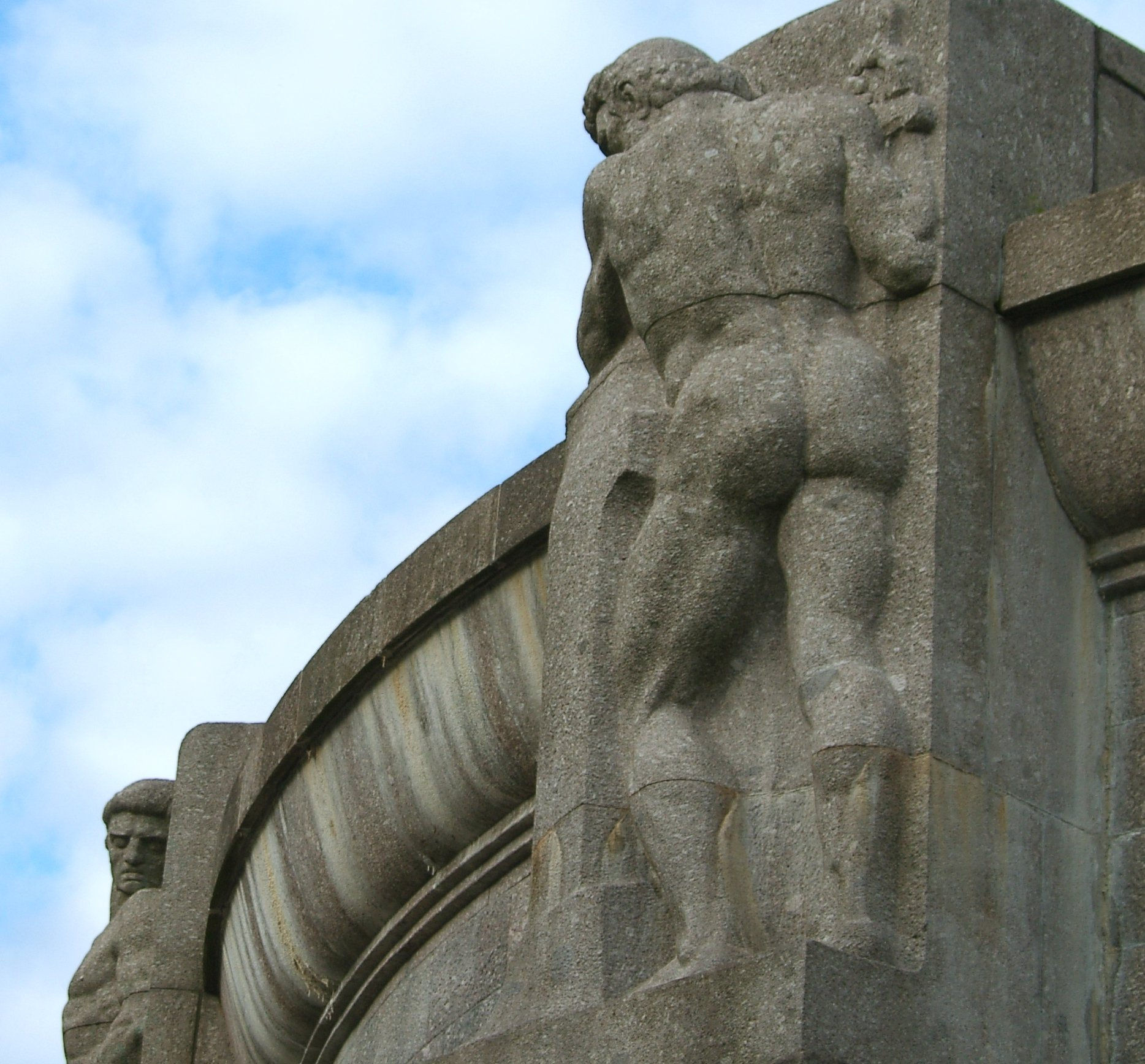
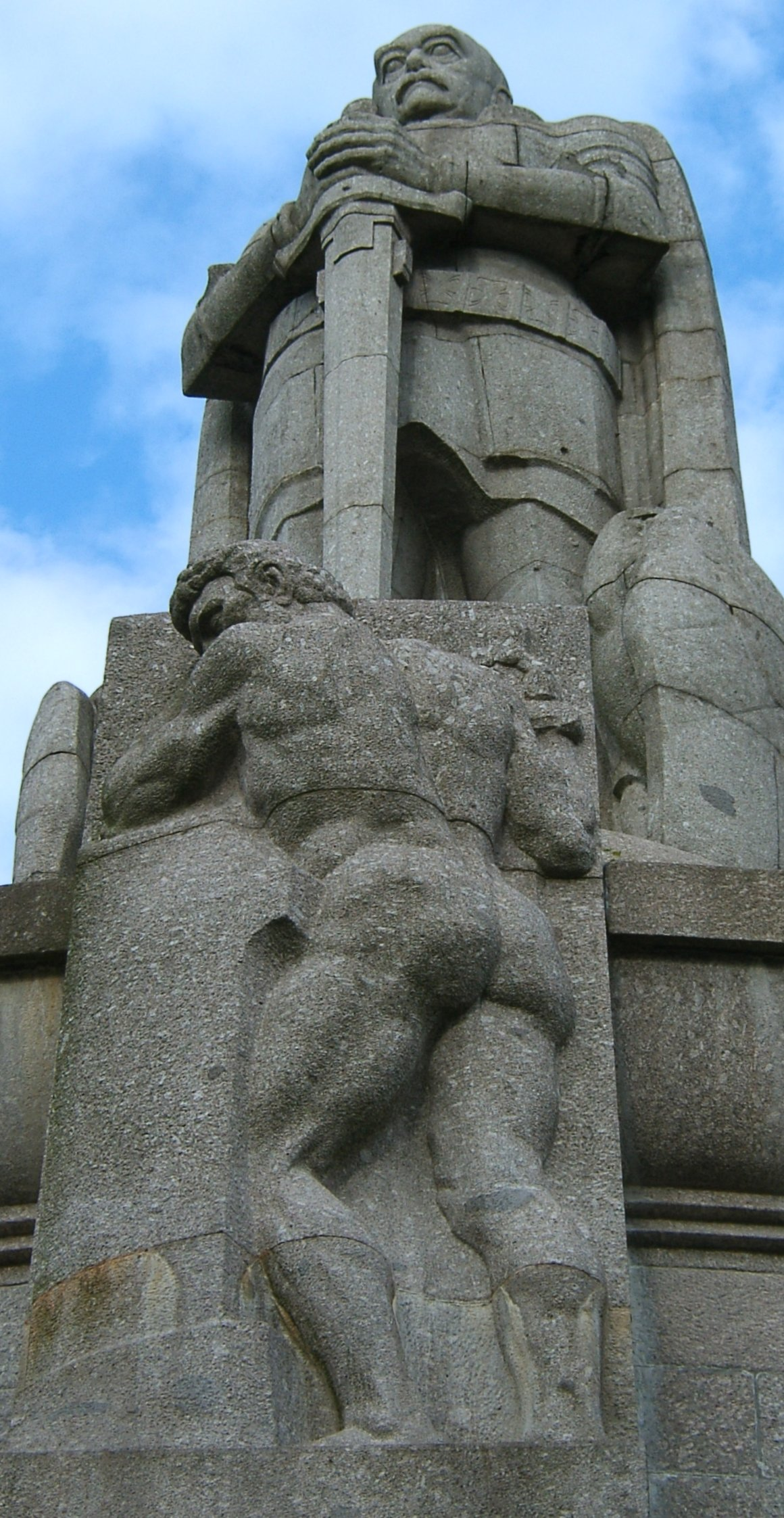

## Interior
Dentro del monumento a Bismarck todavía hay un complejo pintado mostrando la imagen del sol negro, en Wewelsburg con una pieza central que incorpora una rueda solar y esvásticas y el texto "Nicht durch Reden werden große Fragen entschieden, sondern durch Eisen und Blut" ("Grandes repuestas que no serán resueltas hablando, pero por el hierro y la sangre"). Se desconoce de donde viene esta pintura.
Durante los años 1939 a 1940, la base de la estatua se convirtió en un refugio antiaéreo que era usado por peatones, visitantes del malecón y residentes cercanos al lugar.
Áreas similares dentro ofrecían protección a más de 650 personas. El propósito de las catacumbas que rodean al monumento, construidas en 1906, es todavía desconocido. Los interiores del monumento a Bismarck no son accesibles a visitantes públicos por razones de seguridad.

## Literatura
- Jörg Schilling: Distanz halten - Das Hamburger Bismarckdenkmal und die Monumentalität der Moderne, Wallstein-Verlag, Göttingen 2006, ISBN 3-8353-0006-7